# Antonio Luca Fallica
Antonio Luca Fallica (Ripatransone, 27 luglio 1959) è un abate italiano, dal 9 gennaio 2023 abate ordinario dell'abbazia territoriale di Montecassino.

## Biografia
È nato a Ripatransone, allora sede vescovile in provincia di Ascoli Piceno, il 27 luglio 1959.
Ha vissuto i primi anni della sua vita ad Ascoli Piceno e alla fine del 1971 con la famiglia si è trasferito ad Ancona dove si è formato nell'Azione Cattolica; qui è stato responsabile prima del Movimento Studenti e poi del Settore Giovani. 

### Formazione e ministero monastico
Dopo gli studi in giurisprudenza e una breve esperienza lavorativa nell'ambito della cooperazione culturale, nel 1985 è entrato nel monastero di Praglia, dove ha iniziato la formazione teologica, che ha poi proseguito presso la sede di Milano della Facoltà teologica dell'Italia settentrionale. 
Nel 1989, insieme ad altri fratelli, ha dato inizio alla Comunità monastica della Santissima Trinità, dal 2005 insediata a Dumenza, in provincia di Varese e arcidiocesi di Milano. In questa comunità ha emesso la sua professione monastica solenne il 5 gennaio 1996. Dopo aver svolto l'incarico di cellerario, è stato eletto priore della comunità il 29 ottobre del 2010 e ha svolto questo servizio per dodici anni, fino al 2 dicembre 2022.

### Ministero abbaziale
Il 9 gennaio 2023 è stato nominato abate ordinario di Montecassino da papa Francesco; è succeduto a Donato Ogliari, precedentemente nominato abate di San Paolo fuori le mura.
Il 14 febbraio seguente è stato ordinato diacono, nella cappella del monastero della Santissima Trinità a Dumenza, dal vescovo Franco Agnesi, ausiliare di Milano. L'8 marzo è stato ordinato presbitero, nella basilica di Sant'Ambrogio, dall'arcivescovo di Milano Mario Delpini.
Il 16 marzo è immesso nell'incarico di abate ordinario, mentre il 13 maggio ha ricevuto la benedizione abbaziale dal cardinale Angelo De Donatis, vicario generale di Sua Santità per la diocesi di Roma.
È membro della Commissione episcopale per la liturgia in seno alla Conferenza Episcopale Italiana.